# Râul Archita

Râul Archita este un curs de apă, afluent al râului Scroafa. Râul izvorăște din pădurile din apropierea satului Archita (de unde și numele râului), la o altitudine de 590 m.